# Craighill Channel Lower Range Front

Le Craighill Channel Lower Range Front (en anglais : Craighill Channel Lower Range Front Light) est un feu d'alignement avant du chenal Craighill inférieur menant au port de Baltimore en baie de Chesapeake dans le Comté de Baltimore, Maryland. Il fonctionne conjointement avec le Craighill Channel Lower Range Rear. C'est le premier phare à caisson construit en baie de Chesapeake.
Il est inscrit au Registre national des lieux historiques depuis le 2 décembre 2002 sous le n° 02001420 .

## Historique
Ce phare a été construit en 1873 et est considéré comme un plus grand exploit technique que son prédécesseur, le phare de Duxbury Pier (le premier phare à caisson construit en 1872), car il a été construit dans des eaux plus profondes dans des conditions plus difficiles. Le type à caisson est rapidement devenu le type de phare préféré pour être construit dans les climats où des dommages causés par la banquise étaient possibles. Le feu d'alignement avant est inhabituel pour avoir deux feux et est le seul exemple survivant dans la baie de Chesapeake. Un feu est fixé au-dessus du pont de la galerie, qui sert de feu avant des feux d'alignement et un feu dans la lanterne qui sert d’aide générale à la navigation.
La station n’a jamais été endommagée par la glace, même si elle est située dans une zone très exposée. cependant, la station a été abandonnée et la lumière éteinte le 11 février 1936, à cause des conditions de banquises dangereuses. Il ne fut rallumé que le 24 février. En 1899, la station reçut une nouvelle lentille de Fresnel de cinquième ordre. Une sonnette à brouillard fonctionnant au gaz a été installée à la station en 1923. Le feu est passé du fioul à l'électricité le 26 novembre 1929. Le signal de brouillard a été remplacé par un sifflet à air le 24 octobre 1932. Une "lampe à mèche" de rechange du quatrième ordre a été conservée à titre de sauvegarde. L'eau a été collectée sur le toit et stockée dans deux réservoirs en acier de 1.900 litres. La station possédait un bateau à moteur de 18 pieds (5,5 m) et un "skiff" de 16 pieds (4,9 m) suspendu à un bossoir. Il y avait un gardien et un assistant jusqu'à ce que la station soit automatisée le 5 mai 1964.
En novembre 2005, la propriété du phare a été transférée à l'organisation à but non lucratif Historical Place Preservation, Inc. en vertu de la Loi de 2000 sur la National Historic Lighthouse Preservation Act (en) (NHLPA) qui avait prévu de restaurer le phare et de l'ouvrir au public.
En 2017, le phare a été mis aux enchères et vendu à un propriétaire privé. Le terrain sous lequel il se trouve restera la propriété du gouvernement. Actuellement, le phare est en mauvais état, mais est une destination de navigation populaire pour les habitants de la région de Baltimore. Il est rouillé et se dégrade, mais il possède toujours une balise clignotante automatisée.

## Description
Le phare  est une tour cylindrique en fonte de 7 m de haut, avec double galerie et lanterne, montée sur un caisson en béton. Le phare est peint en rouge foncé avec une bordure blanche et une lanterne noire.
Il émet, à une hauteur focale de 7 m, un éclat blanc de 0.3 secondes toutes les 3 secondes, jour et nuit. La tour porte également un feu de croisement au niveau du plan focal de 12 m, un feu clignotement blanc toutes les 3 secondes et un feu à secteurs rouge couvrant le haut-fond voisin. Sa portée est de 6 milles nautiques (environ 11 km).

## Caractéristiques dufeu maritime
Fréquence : 2.5 secondes (W-R)
- Lumière : 0.3 seconde
- Obscurité : 2.7 secondes

Identifiant : ARLHS : USA-198 ; USCG : 2-8040 et 2-8045 ; Admiralty : J2246 .

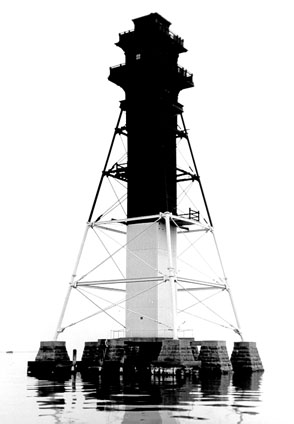
Phare arrière (photo USCG)
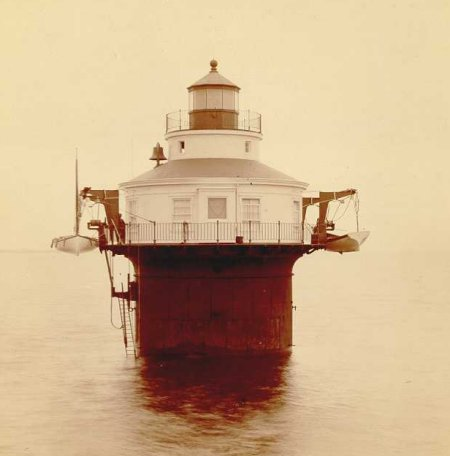
Phare avant (photo USCG)

### Lien connexe
- Liste des phares du Maryland